# Interlands Frans voetbalelftal 2020-2029
Deze pagina toont een chronologisch en gedetailleerd overzicht van de interlands die het Frans voetbalelftal speelt en heeft gespeeld in de periode 2020 – 2029.

## Interlands

### 2020
|                                                                                     |        |                   |           |                                                                             |
| 5 september UEFA Nations League Groep A3 № 857 «onderlinge duels» 20:45 uur (UTC+2) | Zweden | 0 – 1             | Frankrijk | Friends Arena, Solna Toeschouwers: 0 Scheidsrechter: Szymon Marciniak (POL) |
| 5 september UEFA Nations League Groep A3 № 857 «onderlinge duels» 20:45 uur (UTC+2) |        | 41' Kylian Mbappé |           | Friends Arena, Solna Toeschouwers: 0 Scheidsrechter: Szymon Marciniak (POL) |

|                                                                                     | |       |                                    |                                                                                   |
| 8 september UEFA Nations League Groep A3 № 858 «onderlinge duels» 20:45 uur (UTC+2) | Frankrijk                                                                                          | 4 – 2 | Kroatië                            | Stade de France, Saint-Denis Toeschouwers: 0 Scheidsrechter: Ovidiu Haţegan (ROU) |
| 8 september UEFA Nations League Groep A3 № 858 «onderlinge duels» 20:45 uur (UTC+2) | Antoine Griezmann 43' Dominik Livaković 45+1' (e.d.) Dayot Upamecano 65' Olivier Giroud 77' (pen.) |       | 17' Dejan Lovren 55' Josip Brekalo | Stade de France, Saint-Denis Toeschouwers: 0 Scheidsrechter: Ovidiu Haţegan (ROU) |

|                                                                        | |       |                      |                                                                                         |
| 7 oktober Vriendschappelijk № 859 «onderlinge duels» 21:10 uur (UTC+2) | Frankrijk | 7 – 1 | Oekraïne             | Stade de France, Saint-Denis Toeschouwers: 1.000 Scheidsrechter: Andris Treimanis (LVA) |
| 7 oktober Vriendschappelijk № 859 «onderlinge duels» 21:10 uur (UTC+2) | Eduardo Camavinga 9' Olivier Giroud 24' Olivier Giroud 34' Vitalij Mykolenko 40' (e.d.) Corentin Tolisso 65' Kylian Mbappé 82' Antoine Griezmann 89' |       | 53' Viktor Tsyhankov | Stade de France, Saint-Denis Toeschouwers: 1.000 Scheidsrechter: Andris Treimanis (LVA) |

|                                                                                    |           |       |          |                                                                                                |
| 11 oktober UEFA Nations League Groep A3 № 860 «onderlinge duels» 20:45 uur (UTC+2) | Frankrijk | 0 – 0 | Portugal | Stade de France, Saint-Denis Toeschouwers: 1.000 Scheidsrechter: Carlos del Cerro Grande (ESP) |
| 11 oktober UEFA Nations League Groep A3 № 860 «onderlinge duels» 20:45 uur (UTC+2) |           |       |          | Stade de France, Saint-Denis Toeschouwers: 1.000 Scheidsrechter: Carlos del Cerro Grande (ESP) |

|                                                                                    |                   |       |                                        |                                                                                 |
| 14 oktober UEFA Nations League Groep A3 № 861 «onderlinge duels» 20:45 uur (UTC+2) | Kroatië           | 1 – 2 | Frankrijk                              | Maksimirstadion, Zagreb Toeschouwers: 6.266 Scheidsrechter: Björn Kuipers (NED) |
| 14 oktober UEFA Nations League Groep A3 № 861 «onderlinge duels» 20:45 uur (UTC+2) | Nikola Vlašić 65' |       | 8' Antoine Griezmann 79' Kylian Mbappé | Maksimirstadion, Zagreb Toeschouwers: 6.266 Scheidsrechter: Björn Kuipers (NED) |

|                                                                          |           |                                    |         |                                                                                 |
| 11 november Vriendschappelijk № 862 «onderlinge duels» 21:10 uur (UTC+1) | Frankrijk | 0 – 2                              | Finland | Stade de France, Saint-Denis Toeschouwers: 0 Scheidsrechter: Nikola Popov (BUL) |
| 11 november Vriendschappelijk № 862 «onderlinge duels» 21:10 uur (UTC+1) |           | 28' Marcus Forss 31' Onni Valakari |         | Stade de France, Saint-Denis Toeschouwers: 0 Scheidsrechter: Nikola Popov (BUL) |

|                                                                                   |          |                  |           |                                                                               |
| 14 november UEFA Nations League Groep A3 № 863 «onderlinge duels» 19:45 uur (UTC) | Portugal | 0 – 1            | Frankrijk | Estádio da Luz, Lissabon Toeschouwers: 0 Scheidsrechter: Tobias Stieler (GER) |
| 14 november UEFA Nations League Groep A3 № 863 «onderlinge duels» 19:45 uur (UTC) |          | 54' N'Golo Kanté |           | Estádio da Luz, Lissabon Toeschouwers: 0 Scheidsrechter: Tobias Stieler (GER) |

|                                                                                     |                                                                                |       |                                      |                                                                                      |
| 17 november UEFA Nations League Groep A3 № 864 «onderlinge duels» 20:45 uur (UTC+1) | Frankrijk                                                                      | 4 – 2 | Zweden                               | Stade de France, Saint-Denis Toeschouwers: 0 Scheidsrechter: Aleksej Koelbakov (BLR) |
| 17 november UEFA Nations League Groep A3 № 864 «onderlinge duels» 20:45 uur (UTC+1) | Olivier Giroud 16' Benjamin Pavard 36' Olivier Giroud 59' Kingsley Coman 90+5' |       | 5' Viktor Claesson 88' Robin Quaison | Stade de France, Saint-Denis Toeschouwers: 0 Scheidsrechter: Aleksej Koelbakov (BLR) |

### 2021
|                                                                             |                       |       |                        |                                                                                   |
| 24 maart WK-kwalificatie Groep D № 865 «onderlinge duels» 20:45 uur (UTC+1) | Frankrijk             | 1 – 1 | Oekraïne               | Stade de France, Saint-Denis Toeschouwers: 0 Scheidsrechter: Tobias Stieler (GER) |
| 24 maart WK-kwalificatie Groep D № 865 «onderlinge duels» 20:45 uur (UTC+1) | Antoine Griezmann 19' |       | 57' Serhij Sydortsjoek | Stade de France, Saint-Denis Toeschouwers: 0 Scheidsrechter: Tobias Stieler (GER) |

|                                                                             |            |                                             |           |                                                                                  |
| 28 maart WK-kwalificatie Groep D № 866 «onderlinge duels» 19:00 uur (UTC+6) | Kazachstan | 0 – 2                                       | Frankrijk | Astana Arena, Nur-Sultan Toeschouwers: 0 Scheidsrechter: Aleksej Koelbakov (BLR) |
| 28 maart WK-kwalificatie Groep D № 866 «onderlinge duels» 19:00 uur (UTC+6) |            | 36' Ousmane Dembélé 44' (e.d.) Sergej Malji |           | Astana Arena, Nur-Sultan Toeschouwers: 0 Scheidsrechter: Aleksej Koelbakov (BLR) |

|                                                                             |                       |                       |           |                                                                                 |
| 31 maart WK-kwalificatie Groep D № 867 «onderlinge duels» 20:45 uur (UTC+2) | Bosnië en Herzegovina | 0 – 1                 | Frankrijk | Stadion Grbavica, Sarajevo Toeschouwers: 0 Scheidsrechter: Daniele Orsato (ITA) |
| 31 maart WK-kwalificatie Groep D № 867 «onderlinge duels» 20:45 uur (UTC+2) |                       | 60' Antoine Griezmann |           | Stadion Grbavica, Sarajevo Toeschouwers: 0 Scheidsrechter: Daniele Orsato (ITA) |

|                                                                     |                                                             |       |       |                                                                          |
| 2 juni Vriendschappelijk № 868 «onderlinge duels» 21:05 uur (UTC+2) | Frankrijk                                                   | 3 – 0 | Wales | Allianz Riviera, Nice Toeschouwers: 0 Scheidsrechter: Luís Godinho (POR) |
| 2 juni Vriendschappelijk № 868 «onderlinge duels» 21:05 uur (UTC+2) | Kylian Mbappé 35' Antoine Griezmann 48' Ousmane Dembélé 79' |       |       | Allianz Riviera, Nice Toeschouwers: 0 Scheidsrechter: Luís Godinho (POR) |

|                                                                     |                                                             |       |           |                                                                                                |
| 8 juni Vriendschappelijk № 869 «onderlinge duels» 21:10 uur (UTC+2) | Frankrijk                                                   | 3 – 0 | Bulgarije | Stade de France, Saint-Denis Toeschouwers: 5.000 Scheidsrechter: Anastasios Sidiropoulos (GRE) |
| 8 juni Vriendschappelijk № 869 «onderlinge duels» 21:10 uur (UTC+2) | Antoine Griezmann 29' Olivier Giroud 83' Olivier Giroud 90' |       |           | Stade de France, Saint-Denis Toeschouwers: 5.000 Scheidsrechter: Anastasios Sidiropoulos (GRE) |

| EK 2020 |
| ------- |

|                                                                         |                         |         |           | |
| 15 juni EK-eindronde Groep F № 870 «onderlinge duels» 21:00 uur (UTC+2) | Frankrijk               | 1 – 0   | Duitsland | Allianz Arena, München Toeschouwers: 13.790 Scheidsrechter: Carlos del Cerro Grande (ESP) Video-assistent: Juan Martínez Munuera (ESP) |
| 15 juni EK-eindronde Groep F № 870 «onderlinge duels» 21:00 uur (UTC+2) | Mats Hummels 20' (e.d.) | Verslag |           | Allianz Arena, München Toeschouwers: 13.790 Scheidsrechter: Carlos del Cerro Grande (ESP) Video-assistent: Juan Martínez Munuera (ESP) |

|                                                                         |                    |         |                       | |
| 19 juni EK-eindronde Groep F № 871 «onderlinge duels» 15:00 uur (UTC+2) | Hongarije          | 1 – 1   | Frankrijk             | Puskás Aréna, Boedapest Toeschouwers: 55.998 Scheidsrechter: Michael Oliver (ENG) Video-assistent: Chris Kavanagh (ENG) |
| 19 juni EK-eindronde Groep F № 871 «onderlinge duels» 15:00 uur (UTC+2) | Attila Fiola 45+2' | Verslag | 66' Antoine Griezmann | Puskás Aréna, Boedapest Toeschouwers: 55.998 Scheidsrechter: Michael Oliver (ENG) Video-assistent: Chris Kavanagh (ENG) |

|                                                                         |                                                           |         |                                              | |
| 23 juni EK-eindronde Groep F № 872 «onderlinge duels» 21:00 uur (UTC+2) | Portugal                                                  | 2 – 2   | Frankrijk                                    | Puskás Aréna, Boedapest Toeschouwers: 54.886 Scheidsrechter: Antonio Mateu Lahoz (ESP) Video-assistent: Alejandro Hernández (ESP) |
| 23 juni EK-eindronde Groep F № 872 «onderlinge duels» 21:00 uur (UTC+2) | Cristiano Ronaldo 31' (pen.) Cristiano Ronaldo 60' (pen.) | Verslag | 45+2' (pen.) Karim Benzema 47' Karim Benzema | Puskás Aréna, Boedapest Toeschouwers: 54.886 Scheidsrechter: Antonio Mateu Lahoz (ESP) Video-assistent: Alejandro Hernández (ESP) |

|                                                                                |                                                                        |              |                                                                        | |
| 28 juni EK-eindronde Achtste finale № 873 «onderlinge duels» 22:00 uur (UTC+3) | Frankrijk                                                              | 3 – 3 (n.v.) | Zwitserland                                                            | Arena Națională, Boekarest Toeschouwers: 22.642 Scheidsrechter: Fernando Rapallini (ARG) Video-assistent: Juan Martínez Munuera (ESP) |
| 28 juni EK-eindronde Achtste finale № 873 «onderlinge duels» 22:00 uur (UTC+3) | Karim Benzema 57' Karim Benzema 59' Paul Pogba 75'                     | Verslag      | 15' Haris Seferović 81' Haris Seferović 90' Mario Gavranović           | Arena Națională, Boekarest Toeschouwers: 22.642 Scheidsrechter: Fernando Rapallini (ARG) Video-assistent: Juan Martínez Munuera (ESP) |
| 28 juni EK-eindronde Achtste finale № 873 «onderlinge duels» 22:00 uur (UTC+3) | Strafschoppen                                                          |              |                                                                        | Arena Națională, Boekarest Toeschouwers: 22.642 Scheidsrechter: Fernando Rapallini (ARG) Video-assistent: Juan Martínez Munuera (ESP) |
| 28 juni EK-eindronde Achtste finale № 873 «onderlinge duels» 22:00 uur (UTC+3) | Paul Pogba Olivier Giroud Marcus Thuram Presnel Kimpembe Kylian Mbappé | 4 – 5        | Mario Gavranović Fabian Schär Manuel Akanji Ruben Vargas Admir Mehmedi | Arena Națională, Boekarest Toeschouwers: 22.642 Scheidsrechter: Fernando Rapallini (ARG) Video-assistent: Juan Martínez Munuera (ESP) |

|  |  |  |  |  |  |  |  |  |

|                                                                                |                       |       |                | |
| 1 september WK-kwalificatie Groep D № 874 «onderlinge duels» 20:45 uur (UTC+2) | Frankrijk             | 1 – 1 | Bosnië en Her. | Stade de la Meinau, Straatsburg Toeschouwers: 21.750 Scheidsrechter: Sandro Schärer (SUI) Video-assistent: Fedayi San (SUI) |
| 1 september WK-kwalificatie Groep D № 874 «onderlinge duels» 20:45 uur (UTC+2) | Antoine Griezmann 40' |       | 36' Edin Džeko | Stade de la Meinau, Straatsburg Toeschouwers: 21.750 Scheidsrechter: Sandro Schärer (SUI) Video-assistent: Fedayi San (SUI) |

|                                                                                |                       |       |                     | |
| 4 september WK-kwalificatie Groep D № 875 «onderlinge duels» 21:45 uur (UTC+3) | Oekraïne              | 1 – 1 | Frankrijk           | NSK Olimpiejsky, Kiev Toeschouwers: 47.380 Scheidsrechter: Slavko Vinčić (SVN) Video-assistent: Bastian Dankert (GER) |
| 4 september WK-kwalificatie Groep D № 875 «onderlinge duels» 21:45 uur (UTC+3) | Mykola Sjaparenko 44' |       | 50' Anthony Martial | NSK Olimpiejsky, Kiev Toeschouwers: 47.380 Scheidsrechter: Slavko Vinčić (SVN) Video-assistent: Bastian Dankert (GER) |

|                                                                                |                                             |       |         | |
| 7 september WK-kwalificatie Groep D № 876 «onderlinge duels» 20:45 uur (UTC+2) | Frankrijk                                   | 2 – 0 | Finland | Parc Olympique Lyonnais, Décines-Charpieu Toeschouwers: 57.057 Scheidsrechter: Deniz Aytekin (GER) Video-assistent: Christian Dingert (GER) |
| 7 september WK-kwalificatie Groep D № 876 «onderlinge duels» 20:45 uur (UTC+2) | Antoine Griezmann 26' Antoine Griezmann 53' |       |         | Parc Olympique Lyonnais, Décines-Charpieu Toeschouwers: 57.057 Scheidsrechter: Deniz Aytekin (GER) Video-assistent: Christian Dingert (GER) |

|                                                                                       |                                        |       |                                                               | |
| 7 oktober UEFA Nations League Halve finale № 877 «onderlinge duels» 20:45 uur (UTC+2) | België                                 | 2 – 3 | Frankrijk                                                     | Allianz Stadium, Turijn Toeschouwers: 12.409 Scheidsrechter: Daniel Siebert (GER) Video-assistent: Christian Dingert (GER) |
| 7 oktober UEFA Nations League Halve finale № 877 «onderlinge duels» 20:45 uur (UTC+2) | Yannick Carrasco 37' Romelu Lukaku 40' |       | 62' Karim Benzema 69' (pen.) Kylian Mbappé 90' Theo Hernández | Allianz Stadium, Turijn Toeschouwers: 12.409 Scheidsrechter: Daniel Siebert (GER) Video-assistent: Christian Dingert (GER) |

|                                                                                  |                     |       |                                     | |
| 10 oktober UEFA Nations League Finale № 878 «onderlinge duels» 20:45 uur (UTC+2) | Spanje              | 1 – 2 | Frankrijk                           | Stadio Giuseppe Meazza, Milaan Toeschouwers: 31.511 Scheidsrechter: Anthony Taylor (ENG) Video-assistent: Stuart Attwell (ENG) |
| 10 oktober UEFA Nations League Finale № 878 «onderlinge duels» 20:45 uur (UTC+2) | Mikel Oyarzabal 64' |       | 66' Karim Benzema 80' Kylian Mbappé | Stadio Giuseppe Meazza, Milaan Toeschouwers: 31.511 Scheidsrechter: Anthony Taylor (ENG) Video-assistent: Stuart Attwell (ENG) |

|                                                                                | |       |            | |
| 13 november WK-kwalificatie Groep D № 879 «onderlinge duels» 20:45 uur (UTC+1) | Frankrijk | 8 – 0 | Kazachstan | Parc des Princes, Parijs Toeschouwers: 45.551 Scheidsrechter: Glenn Nyberg (SWE) Video-assistent: Jochem Kamphuis (NED) |
| 13 november WK-kwalificatie Groep D № 879 «onderlinge duels» 20:45 uur (UTC+1) | Kylian Mbappé 6' Kylian Mbappé 12' Kylian Mbappé 32' Karim Benzema 55' Karim Benzema 59' Adrien Rabiot 75' Antoine Griezmann 84' (pen.) Kylian Mbappé 87' |       |            | Parc des Princes, Parijs Toeschouwers: 45.551 Scheidsrechter: Glenn Nyberg (SWE) Video-assistent: Jochem Kamphuis (NED) |

|                                                                                |         |                                     |           | |
| 16 november WK-kwalificatie Groep D № 880 «onderlinge duels» 21:45 uur (UTC+2) | Finland | 0 – 2                               | Frankrijk | Olympisch Stadion, Helsinki Toeschouwers: 31.890 Scheidsrechter: Marco Guida (ITA) Video-assistent: Paolo Valeri (ITA) |
| 16 november WK-kwalificatie Groep D № 880 «onderlinge duels» 21:45 uur (UTC+2) |         | 66' Karim Benzema 76' Kylian Mbappé |           | Olympisch Stadion, Helsinki Toeschouwers: 31.890 Scheidsrechter: Marco Guida (ITA) Video-assistent: Paolo Valeri (ITA) |

### 2022
|                                                                       |                                              |       |                  | |
| 25 maart Vriendschappelijk № 881 «onderlinge duels» 21:15 uur (UTC+1) | Frankrijk                                    | 2 – 1 | Ivoorkust        | Stade Vélodrome, Marseille Toeschouwers: 67.000 Scheidsrechter: Vítor Ferreira (POR) Video-assistent: Hugo Miguel (POR) |
| 25 maart Vriendschappelijk № 881 «onderlinge duels» 21:15 uur (UTC+1) | Olivier Giroud 22' Aurélien Tchouaméni 90+3' |       | 19' Nicolas Pépé | Stade Vélodrome, Marseille Toeschouwers: 67.000 Scheidsrechter: Vítor Ferreira (POR) Video-assistent: Hugo Miguel (POR) |

|                                                                       | |       |             | |
| 29 maart Vriendschappelijk № 882 «onderlinge duels» 21:15 uur (UTC+2) | Frankrijk                                                                                                  | 5 – 0 | Zuid-Afrika | Stade Pierre-Mauroy, Villeneuve-d'Ascq Toeschouwers: 48.120 Scheidsrechter: Sandro Schärer (SUI) Video-assistent: Alessandro Dudic (SUI) |
| 29 maart Vriendschappelijk № 882 «onderlinge duels» 21:15 uur (UTC+2) | Kylian Mbappé 23' Olivier Giroud 34' Kylian Mbappé 76' (pen.) Wissam Ben Yedder 82' Mattéo Guendouzi 90+2' |       |             | Stade Pierre-Mauroy, Villeneuve-d'Ascq Toeschouwers: 48.120 Scheidsrechter: Sandro Schärer (SUI) Video-assistent: Alessandro Dudic (SUI) |

|                                                                                |                   |       |                                             | |
| 3 juni UEFA Nations League Groep A1 № 883 «onderlinge duels» 20:45 uur (UTC+2) | Frankrijk         | 1 – 2 | Denemarken                                  | Stade de France, Saint-Denis Toeschouwers: 75.833 Scheidsrechter: Felix Zwayer (GER) Video-assistent: Christian Dingert (GER) |
| 3 juni UEFA Nations League Groep A1 № 883 «onderlinge duels» 20:45 uur (UTC+2) | Karim Benzema 51' |       | 68' Andreas Cornelius 89' Andreas Cornelius | Stade de France, Saint-Denis Toeschouwers: 75.833 Scheidsrechter: Felix Zwayer (GER) Video-assistent: Christian Dingert (GER) |

|                                                                                |                            |       |                   | |
| 6 juni UEFA Nations League Groep A1 № 884 «onderlinge duels» 20:45 uur (UTC+2) | Kroatië                    | 1 – 1 | Frankrijk         | Poljudstadion, Split Toeschouwers: 30.000 Scheidsrechter: Marco Guida (ITA) Video-assistent: Marco Di Bello (ITA) |
| 6 juni UEFA Nations League Groep A1 № 884 «onderlinge duels» 20:45 uur (UTC+2) | Andrej Kramarić 83' (pen.) |       | 62' Adrien Rabiot | Poljudstadion, Split Toeschouwers: 30.000 Scheidsrechter: Marco Guida (ITA) Video-assistent: Marco Di Bello (ITA) |

|                                                                                 |                     |       |                   | |
| 10 juni UEFA Nations League Groep A1 № 885 «onderlinge duels» 20:45 uur (UTC+2) | Oostenrijk          | 1 – 1 | Frankrijk         | Ernst Happelstadion, Wenen Toeschouwers: 44.800 Scheidsrechter: Anastasios Sidiropoulos (GRE) Video-assistent: Massimiliano Irrati (ITA) |
| 10 juni UEFA Nations League Groep A1 № 885 «onderlinge duels» 20:45 uur (UTC+2) | Andreas Weimann 37' |       | 83' Kylian Mbappé | Ernst Happelstadion, Wenen Toeschouwers: 44.800 Scheidsrechter: Anastasios Sidiropoulos (GRE) Video-assistent: Massimiliano Irrati (ITA) |

|                                                                                 |           |                       |         | |
| 13 juni UEFA Nations League Groep A1 № 886 «onderlinge duels» 20:45 uur (UTC+2) | Frankrijk | 0 – 1                 | Kroatië | Stade de France, Saint-Denis Toeschouwers: 77.410 Scheidsrechter: Orel Grinfeeld (ISR) Video-assistent: Marco Fritz (GER) |
| 13 juni UEFA Nations League Groep A1 № 886 «onderlinge duels» 20:45 uur (UTC+2) |           | 5' (pen.) Luka Modrić |         | Stade de France, Saint-Denis Toeschouwers: 77.410 Scheidsrechter: Orel Grinfeeld (ISR) Video-assistent: Marco Fritz (GER) |

|                                                                                      |                                      |       |            | |
| 22 september UEFA Nations League Groep A1 № 887 «onderlinge duels» 20:45 uur (UTC+2) | Frankrijk                            | 2 – 0 | Oostenrijk | Stade de France, Saint-Denis Toeschouwers: 70.188 Scheidsrechter: Andreas Ekberg (SWE) Video-assistent: José María Sánchez Martínez (ESP) |
| 22 september UEFA Nations League Groep A1 № 887 «onderlinge duels» 20:45 uur (UTC+2) | Kylian Mbappé 56' Olivier Giroud 65' |       |            | Stade de France, Saint-Denis Toeschouwers: 70.188 Scheidsrechter: Andreas Ekberg (SWE) Video-assistent: José María Sánchez Martínez (ESP) |

|                                                                                      |                                           |       |           | |
| 25 september UEFA Nations League Groep A1 № 888 «onderlinge duels» 20:45 uur (UTC+2) | Denemarken                                | 2 – 0 | Frankrijk | Parken, Kopenhagen Toeschouwers: 36.064 Scheidsrechter: István Kovács (ROU) Video-assistent: Christian Dingert (GER) |
| 25 september UEFA Nations League Groep A1 № 888 «onderlinge duels» 20:45 uur (UTC+2) | Kasper Dolberg 34' Andreas Skov Olsen 39' |       |           | Parken, Kopenhagen Toeschouwers: 36.064 Scheidsrechter: István Kovács (ROU) Video-assistent: Christian Dingert (GER) |

| Wereldkampioenschap voetbal 2022 |
| -------------------------------- |

|                                                                        |                                                                           |         |                  | |
| 22 november WK 2022 Groep D № 889 «onderlinge duels» 22:00 uur (UTC+3) | Frankrijk                                                                 | 4 – 1   | Australië        | Al Janoubstadion, Al Wakrah Toeschouwers: 40.875 Scheidsrechter: Victor Gomes (ZAF) Video-assistent: Drew Fischer (CAN) |
| 22 november WK 2022 Groep D № 889 «onderlinge duels» 22:00 uur (UTC+3) | Adrien Rabiot 27' Olivier Giroud 32' Kylian Mbappé 68' Olivier Giroud 71' | Verslag | 9' Craig Goodwin | Al Janoubstadion, Al Wakrah Toeschouwers: 40.875 Scheidsrechter: Victor Gomes (ZAF) Video-assistent: Drew Fischer (CAN) |

|                                                                        |                                     |         |                         | |
| 26 november WK 2022 Groep D № 890 «onderlinge duels» 19:00 uur (UTC+3) | Frankrijk                           | 2 – 1   | Denemarken              | Stadion 974, Doha Toeschouwers: 42.860 Scheidsrechter: Szymon Marciniak (POL) Video-assistent: Tomasz Kwiatkowski (POL) |
| 26 november WK 2022 Groep D № 890 «onderlinge duels» 19:00 uur (UTC+3) | Kylian Mbappé 61' Kylian Mbappé 86' | Verslag | 68' Andreas Christensen | Stadion 974, Doha Toeschouwers: 42.860 Scheidsrechter: Szymon Marciniak (POL) Video-assistent: Tomasz Kwiatkowski (POL) |

|                                                                        |                  |         |           | |
| 30 november WK 2022 Groep D № 891 «onderlinge duels» 18:00 uur (UTC+3) | Tunesië          | 1 – 0   | Frankrijk | Education Citystadion, Ar Rayyan Toeschouwers: 43.627 Scheidsrechter: Matthew Conger (NZL) Video-assistent: Abdulla Al-Marri (QAT) |
| 30 november WK 2022 Groep D № 891 «onderlinge duels» 18:00 uur (UTC+3) | Wahbi Khazri 58' | Verslag |           | Education Citystadion, Ar Rayyan Toeschouwers: 43.627 Scheidsrechter: Matthew Conger (NZL) Video-assistent: Abdulla Al-Marri (QAT) |

|                                                                              |                                                          |         |                                 | |
| 4 december WK 2022 Achtste finale № 892 «onderlinge duels» 18:00 uur (UTC+3) | Frankrijk                                                | 3 – 1   | Polen                           | Al Thumamastadion, Doha Toeschouwers: 40.989 Scheidsrechter: Jesús Valenzuela (VEN) Video-assistent: Juan Soto (VEN) |
| 4 december WK 2022 Achtste finale № 892 «onderlinge duels» 18:00 uur (UTC+3) | Olivier Giroud 44' Kylian Mbappé 74' Kylian Mbappé 90+1' | Verslag | 90+9' (pen.) Robert Lewandowski | Al Thumamastadion, Doha Toeschouwers: 40.989 Scheidsrechter: Jesús Valenzuela (VEN) Video-assistent: Juan Soto (VEN) |

|                                                                            |                       |         |                                            | |
| 10 december WK 2022 Kwartfinale № 893 «onderlinge duels» 22:00 uur (UTC+3) | Engeland              | 1 – 2   | Frankrijk                                  | Al Baytstadion, Al Khawr Toeschouwers: 68.895 Scheidsrechter: Wilton Pereira Sampaio (BRA) Video-assistent: Nicolás Gallo (COL) |
| 10 december WK 2022 Kwartfinale № 893 «onderlinge duels» 22:00 uur (UTC+3) | Harry Kane 54' (pen.) | Verslag | 17' Aurélien Tchouaméni 78' Olivier Giroud | Al Baytstadion, Al Khawr Toeschouwers: 68.895 Scheidsrechter: Wilton Pereira Sampaio (BRA) Video-assistent: Nicolás Gallo (COL) |

|                                                                             |                                         |         |         | |
| 14 december WK 2022 Halve finale № 894 «onderlinge duels» 22:00 uur (UTC+3) | Frankrijk                               | 2 – 0   | Marokko | Al Baytstadion, Al Khawr Toeschouwers: 68.294 Scheidsrechter: César Arturo Ramos (MEX) Video-assistent: Drew Fischer (CAN) |
| 14 december WK 2022 Halve finale № 894 «onderlinge duels» 22:00 uur (UTC+3) | Theo Hernández 5' Randal Kolo Muani 79' | Verslag |         | Al Baytstadion, Al Khawr Toeschouwers: 68.294 Scheidsrechter: César Arturo Ramos (MEX) Video-assistent: Drew Fischer (CAN) |

|                                                                       |                                                              |              |                                                                      | |
| 18 december WK 2022 Finale № 895 «onderlinge duels» 18:00 uur (UTC+3) | Argentinië                                                   | 3 – 3 (n.v.) | Frankrijk                                                            | Lusailstadion, Lusail Toeschouwers: 88.966 Scheidsrechter: Szymon Marciniak (POL) Video-assistent: Tomasz Kwiatkowski (POL) |
| 18 december WK 2022 Finale № 895 «onderlinge duels» 18:00 uur (UTC+3) | Lionel Messi 23' (pen.) Ángel Di María 36' Lionel Messi 108' | Verslag      | 80' (pen.) Kylian Mbappé 81' Kylian Mbappé 118' (pen.) Kylian Mbappé | Lusailstadion, Lusail Toeschouwers: 88.966 Scheidsrechter: Szymon Marciniak (POL) Video-assistent: Tomasz Kwiatkowski (POL) |
| 18 december WK 2022 Finale № 895 «onderlinge duels» 18:00 uur (UTC+3) | Strafschoppen                                                |              |                                                                      | Lusailstadion, Lusail Toeschouwers: 88.966 Scheidsrechter: Szymon Marciniak (POL) Video-assistent: Tomasz Kwiatkowski (POL) |
| 18 december WK 2022 Finale № 895 «onderlinge duels» 18:00 uur (UTC+3) | Lionel Messi Paulo Dybala Leandro Paredes Gonzalo Montiel    | 4 – 2        | Kylian Mbappé Kingsley Coman Aurélien Tchouaméni Randal Kolo Muani   | Lusailstadion, Lusail Toeschouwers: 88.966 Scheidsrechter: Szymon Marciniak (POL) Video-assistent: Tomasz Kwiatkowski (POL) |

|  |  |  |  |  |  |  |  |  |

### 2023
|                                                                             |                                                                             |       |           | |
| 24 maart EK-kwalificatie Groep B № 896 «onderlinge duels» 20:45 uur (UTC+1) | Frankrijk                                                                   | 4 – 0 | Nederland | Stade de France, Saint-Denis Toeschouwers: 77.328 Scheidsrechter: Maurizio Mariani (ITA) Video-assistent: Massimiliano Irrati (ITA) |
| 24 maart EK-kwalificatie Groep B № 896 «onderlinge duels» 20:45 uur (UTC+1) | Antoine Griezmann 2' Dayot Upamecano 8' Kylian Mbappé 21' Kylian Mbappé 88' |       |           | Stade de France, Saint-Denis Toeschouwers: 77.328 Scheidsrechter: Maurizio Mariani (ITA) Video-assistent: Massimiliano Irrati (ITA) |

|                                                                             |         |                     |           | |
| 27 maart EK-kwalificatie Groep B № 897 «onderlinge duels» 19:45 uur (UTC+1) | Ierland | 0 – 1               | Frankrijk | Avivastadion, Dublin Toeschouwers: 50.219 Scheidsrechter: Artur Soares Dias (POR) Video-assistent: Tiago Martins (POR) |
| 27 maart EK-kwalificatie Groep B № 897 «onderlinge duels» 19:45 uur (UTC+1) |         | 50' Benjamin Pavard |           | Avivastadion, Dublin Toeschouwers: 50.219 Scheidsrechter: Artur Soares Dias (POR) Video-assistent: Tiago Martins (POR) |

|                                                                            |           |                                                                |           | |
| 16 juni EK-kwalificatie Groep B № 898 «onderlinge duels» 19:45 uur (UTC+1) | Gibraltar | 0 – 3                                                          | Frankrijk | Estádio Algarve, Loulé (Portugal) Toeschouwers: 4.065 Scheidsrechter: Jevhen Aranovsky (UKR) Video-assistent: Bartosz Frankowski (POL) |
| 16 juni EK-kwalificatie Groep B № 898 «onderlinge duels» 19:45 uur (UTC+1) |           | 3' Olivier Giroud 45+3' Kylian Mbappé 78' (e.d.) Aymen Mouelhi |           | Estádio Algarve, Loulé (Portugal) Toeschouwers: 4.065 Scheidsrechter: Jevhen Aranovsky (UKR) Video-assistent: Bartosz Frankowski (POL) |

|                                                                            |                          |       |             | |
| 19 juni EK-kwalificatie Groep B № 899 «onderlinge duels» 20:45 uur (UTC+2) | Frankrijk                | 1 – 0 | Griekenland | Stade de France, Saint-Denis Toeschouwers: 76.500 Scheidsrechter: Antonio Mateu Lahoz (ESP) Video-assistent: Ricardo de Burgos Bengoetxea (ESP) |
| 19 juni EK-kwalificatie Groep B № 899 «onderlinge duels» 20:45 uur (UTC+2) | Kylian Mbappé 55' (pen.) |       |             | Stade de France, Saint-Denis Toeschouwers: 76.500 Scheidsrechter: Antonio Mateu Lahoz (ESP) Video-assistent: Ricardo de Burgos Bengoetxea (ESP) |

|                                                                                |                                           |       |         | |
| 7 september EK-kwalificatie Groep B № 900 «onderlinge duels» 20:45 uur (UTC+2) | Frankrijk                                 | 2 – 0 | Ierland | Parc des Princes, Parijs Toeschouwers: 43.995 Scheidsrechter: Urs Schnyder (SUI) Video-assistent: Bastian Dankert (GER) |
| 7 september EK-kwalificatie Groep B № 900 «onderlinge duels» 20:45 uur (UTC+2) | Aurélien Tchouaméni 19' Marcus Thuram 48' |       |         | Parc des Princes, Parijs Toeschouwers: 43.995 Scheidsrechter: Urs Schnyder (SUI) Video-assistent: Bastian Dankert (GER) |

|                                                                           |                                 |       |                       | |
| 12 september Vriendschappelijk № 901 «onderlinge duels» 21:00 uur (UTC+2) | Duitsland                       | 2 – 1 | Frankrijk             | Signal Iduna Park, Dortmund Toeschouwers: 60.486 Scheidsrechter: Anthony Taylor (ENG) Video-assistent: Michael Salisbury (ENG) |
| 12 september Vriendschappelijk № 901 «onderlinge duels» 21:00 uur (UTC+2) | Thomas Müller 4' Leroy Sané 87' |       | 89' Antoine Griezmann | Signal Iduna Park, Dortmund Toeschouwers: 60.486 Scheidsrechter: Anthony Taylor (ENG) Video-assistent: Michael Salisbury (ENG) |

|                                                                               |                         |       |                                    | |
| 13 oktober EK-kwalificatie Groep B № 902 «onderlinge duels» 20:45 uur (UTC+2) | Nederland               | 1 – 2 | Frankrijk                          | Johan Cruijff ArenA, Amsterdam Toeschouwers: 51.310 Scheidsrechter: Felix Zwayer (GER) Video-assistent: Bastian Dankert (GER) |
| 13 oktober EK-kwalificatie Groep B № 902 «onderlinge duels» 20:45 uur (UTC+2) | Quilindschy Hartman 83' |       | 7' Kylian Mbappé 53' Kylian Mbappé | Johan Cruijff ArenA, Amsterdam Toeschouwers: 51.310 Scheidsrechter: Felix Zwayer (GER) Video-assistent: Bastian Dankert (GER) |

|                                                                         |                                                                                     |       |                   | |
| 17 oktober Vriendschappelijk № 903 «onderlinge duels» 21:10 uur (UTC+2) | Frankrijk                                                                           | 4 – 1 | Schotland         | Stade Pierre-Mauroy, Villeneuve-d'Ascq Toeschouwers: 48.000 Scheidsrechter: Tobias Stieler (GER) Video-assistent: Günter Perl (GER) |
| 17 oktober Vriendschappelijk № 903 «onderlinge duels» 21:10 uur (UTC+2) | Benjamin Pavard 16' Benjamin Pavard 24' Kylian Mbappé 41' (pen.) Kingsley Coman 70' |       | 11' Billy Gilmour | Stade Pierre-Mauroy, Villeneuve-d'Ascq Toeschouwers: 48.000 Scheidsrechter: Tobias Stieler (GER) Video-assistent: Günter Perl (GER) |

|                                                                                | |        |           | |
| 18 november EK-kwalificatie Groep B № 904 «onderlinge duels» 20:45 uur (UTC+1) | Frankrijk | 14 – 0 | Gibraltar | Allianz Riviera, Nice Toeschouwers: 32.758 Scheidsrechter: John Brooks (ENG) Video-assistent: Chris Kavanagh (ENG) |
| 18 november EK-kwalificatie Groep B № 904 «onderlinge duels» 20:45 uur (UTC+1) | Ethan Santos 3' (e.d.) Marcus Thuram 4' Warren Zaïre-Emery 16' Kylian Mbappé 30' (pen.) Jonathan Clauss 34' Kingsley Coman 36' Youssouf Fofana 37' Adrien Rabiot 63' Kingsley Coman 65' Ousmane Dembélé 71' Kylian Mbappé 74' Kylian Mbappé 82' Olivier Giroud 89' Olivier Giroud 90+1' |        |           | Allianz Riviera, Nice Toeschouwers: 32.758 Scheidsrechter: John Brooks (ENG) Video-assistent: Chris Kavanagh (ENG) |

|                                                                                |                                              |       |                                           | |
| 21 november EK-kwalificatie Groep B № 905 «onderlinge duels» 21:45 uur (UTC+2) | Griekenland                                  | 2 – 2 | Frankrijk                                 | Agia Sofiastadion, Athene Toeschouwers: 24.820 Scheidsrechter: Daniel Siebert (GER) Video-assistent: Marco Fritz (GER) |
| 21 november EK-kwalificatie Groep B № 905 «onderlinge duels» 21:45 uur (UTC+2) | Anastasios Bakasetas 56' Fotis Ioannidis 61' |       | 42' Randal Kolo Muani 74' Youssouf Fofana | Agia Sofiastadion, Athene Toeschouwers: 24.820 Scheidsrechter: Daniel Siebert (GER) Video-assistent: Marco Fritz (GER) |

### 2024
|                                                                       |           |                                  |           | |
| 23 maart Vriendschappelijk № 906 «onderlinge duels» 21:00 uur (UTC+1) | Frankrijk | 0 – 2                            | Duitsland | Parc Olympique Lyonnais, Décines-Charpieu Toeschouwers: 59.100 Scheidsrechter: Jesús Gil Manzano (ESP) Video-assistent: Alejandro Hernández (ESP) |
| 23 maart Vriendschappelijk № 906 «onderlinge duels» 21:00 uur (UTC+1) |           | 1' Florian Wirtz 49' Kai Havertz |           | Parc Olympique Lyonnais, Décines-Charpieu Toeschouwers: 59.100 Scheidsrechter: Jesús Gil Manzano (ESP) Video-assistent: Alejandro Hernández (ESP) |

|                                                                       |                                                              |       |                                     | |
| 26 maart Vriendschappelijk № 907 «onderlinge duels» 21:00 uur (UTC+1) | Frankrijk                                                    | 3 – 2 | Chili                               | Stade Vélodrome, Marseille Toeschouwers: 50.000 Scheidsrechter: Anthony Taylor (ENG) Video-assistent: Stuart Attwell (ENG) |
| 26 maart Vriendschappelijk № 907 «onderlinge duels» 21:00 uur (UTC+1) | Youssouf Fofana 19' Randal Kolo Muani 25' Olivier Giroud 72' |       | 4' Marcelino Núñez 82' Darío Osorio | Stade Vélodrome, Marseille Toeschouwers: 50.000 Scheidsrechter: Anthony Taylor (ENG) Video-assistent: Stuart Attwell (ENG) |

|                                                                     |                                                             |       |           | |
| 5 juni Vriendschappelijk № 908 «onderlinge duels» 21:00 uur (UTC+2) | Frankrijk                                                   | 3 – 0 | Luxemburg | Stade Saint-Symphorien, Metz Toeschouwers: 25.590 Scheidsrechter: Lawrence Visser (BEL) Video-assistent: Bram Van Driessche (BEL) |
| 5 juni Vriendschappelijk № 908 «onderlinge duels» 21:00 uur (UTC+2) | Randal Kolo Muani 43' Jonathan Clauss 70' Kylian Mbappé 85' |       |           | Stade Saint-Symphorien, Metz Toeschouwers: 25.590 Scheidsrechter: Lawrence Visser (BEL) Video-assistent: Bram Van Driessche (BEL) |

|                                                                     |           |       |        | |
| 9 juni Vriendschappelijk № 909 «onderlinge duels» 21:15 uur (UTC+2) | Frankrijk | 0 – 0 | Canada | Matmut Atlantique, Bordeaux Toeschouwers: 40.835 Scheidsrechter: Fábio Veríssimo (POR) Video-assistent: Rui da Costa (POR) |
| 9 juni Vriendschappelijk № 909 «onderlinge duels» 21:15 uur (UTC+2) |           |       |        | Matmut Atlantique, Bordeaux Toeschouwers: 40.835 Scheidsrechter: Fábio Veríssimo (POR) Video-assistent: Rui da Costa (POR) |

| EK 2024 |
| ------- |

|                                                                         |            |                             |           | |
| 17 juni EK-eindronde Groep D № 910 «onderlinge duels» 21:00 uur (UTC+2) | Oostenrijk | 0 – 1                       | Frankrijk | Merkur Spiel-Arena, Düsseldorf Toeschouwers: 46.425 Scheidsrechter: Jesús Gil Manzano (ESP) Video-assistent: Juan Martínez Munuera (ESP) |
| 17 juni EK-eindronde Groep D № 910 «onderlinge duels» 21:00 uur (UTC+2) |            | 38' (e.d.) Maximilian Wöber |           | Merkur Spiel-Arena, Düsseldorf Toeschouwers: 46.425 Scheidsrechter: Jesús Gil Manzano (ESP) Video-assistent: Juan Martínez Munuera (ESP) |

|                                                                         |           |       |           | |
| 21 juni EK-eindronde Groep D № 911 «onderlinge duels» 21:00 uur (UTC+2) | Nederland | 0 – 0 | Frankrijk | Red Bull Arena, Leipzig Toeschouwers: 38.531 Scheidsrechter: Anthony Taylor (ENG) Video-assistent: Stuart Attwell (ENG) |
| 21 juni EK-eindronde Groep D № 911 «onderlinge duels» 21:00 uur (UTC+2) |           |       |           | Red Bull Arena, Leipzig Toeschouwers: 38.531 Scheidsrechter: Anthony Taylor (ENG) Video-assistent: Stuart Attwell (ENG) |

|                                                                         |                          |       |                               | |
| 25 juni EK-eindronde Groep D № 912 «onderlinge duels» 18:00 uur (UTC+2) | Frankrijk                | 1 – 1 | Polen                         | Signal Iduna Park, Dortmund Toeschouwers: 59.728 Scheidsrechter: Marco Guida (ITA) Video-assistent: Massimiliano Irrati (ITA) |
| 25 juni EK-eindronde Groep D № 912 «onderlinge duels» 18:00 uur (UTC+2) | Kylian Mbappé 56' (pen.) |       | 79' (pen.) Robert Lewandowski | Signal Iduna Park, Dortmund Toeschouwers: 59.728 Scheidsrechter: Marco Guida (ITA) Video-assistent: Massimiliano Irrati (ITA) |

|                                                                               |                           |       |        | |
| 1 juli EK-eindronde Achtste finale № 913 «onderlinge duels» 18:00 uur (UTC+2) | Frankrijk                 | 1 – 0 | België | Merkur Spiel-Arena, Düsseldorf Toeschouwers: 46.810 Scheidsrechter: Glenn Nyberg (SWE) Video-assistent: Pol van Boekel (NED) |
| 1 juli EK-eindronde Achtste finale № 913 «onderlinge duels» 18:00 uur (UTC+2) | Jan Vertonghen 85' (e.d.) |       |        | Merkur Spiel-Arena, Düsseldorf Toeschouwers: 46.810 Scheidsrechter: Glenn Nyberg (SWE) Video-assistent: Pol van Boekel (NED) |

|                                                                            |                                                         |              |                                                                             | |
| 5 juli EK-eindronde Kwartfinale № 914 «onderlinge duels» 21:00 uur (UTC+2) | Portugal                                                | 0 – 0 (n.v.) | Frankrijk                                                                   | Volksparkstadion, Hamburg Toeschouwers: 47.789 Scheidsrechter: Michael Oliver (ENG) Video-assistent: Pol van Boekel (NED) |
| 5 juli EK-eindronde Kwartfinale № 914 «onderlinge duels» 21:00 uur (UTC+2) |                                                         |              |                                                                             | Volksparkstadion, Hamburg Toeschouwers: 47.789 Scheidsrechter: Michael Oliver (ENG) Video-assistent: Pol van Boekel (NED) |
| 5 juli EK-eindronde Kwartfinale № 914 «onderlinge duels» 21:00 uur (UTC+2) | Strafschoppen                                           |              |                                                                             | Volksparkstadion, Hamburg Toeschouwers: 47.789 Scheidsrechter: Michael Oliver (ENG) Video-assistent: Pol van Boekel (NED) |
| 5 juli EK-eindronde Kwartfinale № 914 «onderlinge duels» 21:00 uur (UTC+2) | Cristiano Ronaldo Bernardo Silva João Félix Nuno Mendes | 3 – 5        | Ousmane Dembélé Youssouf Fofana Jules Koundé Bradley Barcola Theo Hernández | Volksparkstadion, Hamburg Toeschouwers: 47.789 Scheidsrechter: Michael Oliver (ENG) Video-assistent: Pol van Boekel (NED) |

|                                                                             |                                |       |                      | |
| 9 juli EK-eindronde Halve finale № 915 «onderlinge duels» 21:00 uur (UTC+2) | Spanje                         | 2 – 1 | Frankrijk            | Allianz Arena, München Toeschouwers: 62.042 Scheidsrechter: Slavko Vinčić (SVN) Video-assistent: Nejc Kajtazović (SVN) |
| 9 juli EK-eindronde Halve finale № 915 «onderlinge duels» 21:00 uur (UTC+2) | Lamine Yamal 21' Dani Olmo 25' |       | 9' Randal Kolo Muani | Allianz Arena, München Toeschouwers: 62.042 Scheidsrechter: Slavko Vinčić (SVN) Video-assistent: Nejc Kajtazović (SVN) |

|  |  |  |  |  |  |  |  |  |

|                                                                                     |                    |       |                                                                | |
| 6 september UEFA Nations League Groep A2 № 916 «onderlinge duels» 20:45 uur (UTC+2) | Frankrijk          | 1 – 3 | Italië                                                         | Parc des Princes, Parijs Toeschouwers: 44.956 Scheidsrechter: Sandro Schärer (SUI) Video-assistent: Fedayi San (SUI) |
| 6 september UEFA Nations League Groep A2 № 916 «onderlinge duels» 20:45 uur (UTC+2) | Bradley Barcola 1' |       | 30' Federico Dimarco 51' Davide Frattesi 74' Giacomo Raspadori | Parc des Princes, Parijs Toeschouwers: 44.956 Scheidsrechter: Sandro Schärer (SUI) Video-assistent: Fedayi San (SUI) |

|                                                                                     |                                           |       |        | |
| 9 september UEFA Nations League Groep A2 № 917 «onderlinge duels» 20:45 uur (UTC+2) | Frankrijk                                 | 2 – 0 | België | Parc Olympique Lyonnais, Décines-Charpieu Toeschouwers: 42.358 Scheidsrechter: Tobias Stieler (GER) Video-assistent: Felix Zwayer (GER) |
| 9 september UEFA Nations League Groep A2 № 917 «onderlinge duels» 20:45 uur (UTC+2) | Randal Kolo Muani 29' Ousmane Dembélé 57' |       |        | Parc Olympique Lyonnais, Décines-Charpieu Toeschouwers: 42.358 Scheidsrechter: Tobias Stieler (GER) Video-assistent: Felix Zwayer (GER) |

|                                                                                    |                    |       |                                                                                      | |
| 10 oktober UEFA Nations League Groep A2 № 918 «onderlinge duels» 20:45 uur (UTC+2) | Israël             | 1 – 4 | Frankrijk                                                                            | Bozsik Aréna, Boedapest (Hongarije) Toeschouwers: 2.226 Scheidsrechter: Nikola Dabanović (MNE) Video-assistent: Ivan Bebek (CRO) |
| 10 oktober UEFA Nations League Groep A2 № 918 «onderlinge duels» 20:45 uur (UTC+2) | Omri Gandelman 24' |       | 7' Eduardo Camavinga 28' Christopher Nkunku 87' Mattéo Guendouzi 89' Bradley Barcola | Bozsik Aréna, Boedapest (Hongarije) Toeschouwers: 2.226 Scheidsrechter: Nikola Dabanović (MNE) Video-assistent: Ivan Bebek (CRO) |

|                                                                                    |                   |       |                                                    | |
| 14 oktober UEFA Nations League Groep A2 № 919 «onderlinge duels» 20:45 uur (UTC+2) | België            | 1 – 2 | Frankrijk                                          | Koning Boudewijnstadion, Brussel Toeschouwers: 39.731 Scheidsrechter: Irfan Peljto (BIH) Video-assistent: Tomasz Kwiatkowski (POL) |
| 14 oktober UEFA Nations League Groep A2 № 919 «onderlinge duels» 20:45 uur (UTC+2) | Loïs Openda 45+3' |       | 35' (pen.) Randal Kolo Muani 62' Randal Kolo Muani | Koning Boudewijnstadion, Brussel Toeschouwers: 39.731 Scheidsrechter: Irfan Peljto (BIH) Video-assistent: Tomasz Kwiatkowski (POL) |

|                                                                                     |           |       |        | |
| 14 november UEFA Nations League Groep A2 № 920 «onderlinge duels» 20:45 uur (UTC+1) | Frankrijk | 0 – 0 | Israël | Stade de France, Saint-Denis Toeschouwers: 16.611 Scheidsrechter: Tobias Stieler (GER) Video-assistent: Sören Storks (GER) |
| 14 november UEFA Nations League Groep A2 № 920 «onderlinge duels» 20:45 uur (UTC+1) |           |       |        | Stade de France, Saint-Denis Toeschouwers: 16.611 Scheidsrechter: Tobias Stieler (GER) Video-assistent: Sören Storks (GER) |

|                                                                                     |                     |       |                                                                 | |
| 17 november UEFA Nations League Groep A2 № 921 «onderlinge duels» 20:45 uur (UTC+1) | Italië              | 1 – 3 | Frankrijk                                                       | Stadio Giuseppe Meazza, Milaan Toeschouwers: 68.158 Scheidsrechter: Slavko Vinčić (SVN) Video-assistent: Alen Borošak (SVN) |
| 17 november UEFA Nations League Groep A2 № 921 «onderlinge duels» 20:45 uur (UTC+1) | Andrea Cambiaso 35' |       | 2' Adrien Rabiot 33' (e.d.) Guglielmo Vicario 65' Adrien Rabiot | Stadio Giuseppe Meazza, Milaan Toeschouwers: 68.158 Scheidsrechter: Slavko Vinčić (SVN) Video-assistent: Alen Borošak (SVN) |

### 2025
|                                                                                     |                                     |       |           | |
| 20 maart UEFA Nations League Kwartfinale № 922 «onderlinge duels» 20:45 uur (UTC+1) | Kroatië                             | 2 – 0 | Frankrijk | Poljudstadion, Split Toeschouwers: 30.551 Scheidsrechter: Espen Eskås (NOR) Video-assistent: Bastian Dankert (GER) |
| 20 maart UEFA Nations League Kwartfinale № 922 «onderlinge duels» 20:45 uur (UTC+1) | Ante Budimir 26' Ivan Perišić 45+1' |       |           | Poljudstadion, Split Toeschouwers: 30.551 Scheidsrechter: Espen Eskås (NOR) Video-assistent: Bastian Dankert (GER) |

|                                                                                     | |              | | |
| 23 maart UEFA Nations League Kwartfinale № 923 «onderlinge duels» 20:45 uur (UTC+1) | Frankrijk                                                                                                   | 2 – 0 (n.v.) | Kroatië                                                                                                  | Stade de France, Saint-Denis Toeschouwers: 77.502 Scheidsrechter: Michael Oliver (ENG) Video-assistent: Jarred Gillett (ENG) |
| 23 maart UEFA Nations League Kwartfinale № 923 «onderlinge duels» 20:45 uur (UTC+1) | Michael Olise 52' Ousmane Dembélé 80'                                                                       |              | | Stade de France, Saint-Denis Toeschouwers: 77.502 Scheidsrechter: Michael Oliver (ENG) Video-assistent: Jarred Gillett (ENG) |
| 23 maart UEFA Nations League Kwartfinale № 923 «onderlinge duels» 20:45 uur (UTC+1) | Strafschoppen                                                                                               |              | | Stade de France, Saint-Denis Toeschouwers: 77.502 Scheidsrechter: Michael Oliver (ENG) Video-assistent: Jarred Gillett (ENG) |
| 23 maart UEFA Nations League Kwartfinale № 923 «onderlinge duels» 20:45 uur (UTC+1) | Kylian Mbappé Aurélien Tchouaméni Jules Koundé Randal Kolo Muani Theo Hernández Désiré Doué Dayot Upamecano | 5 – 4        | Martin Baturina Nikola Moro Franjo Ivanović Mario Pašalić Kristijan Jakić Duje Ćaleta-Car Josip Stanišić | Stade de France, Saint-Denis Toeschouwers: 77.502 Scheidsrechter: Michael Oliver (ENG) Video-assistent: Jarred Gillett (ENG) |

|                                                                                    |                                                                                       |       |                                                                                          | |
| 5 juni UEFA Nations League Halve finale № 924 «onderlinge duels» 20:45 uur (UTC+2) | Spanje                                                                                | 5 – 4 | Frankrijk                                                                                | MHPArena, Stuttgart Toeschouwers: 51.724 Scheidsrechter: Michael Oliver (ENG) Video-assistent: Jarred Gillett (ENG) |
| 5 juni UEFA Nations League Halve finale № 924 «onderlinge duels» 20:45 uur (UTC+2) | Nico Williams 22' Mikel Merino 25' Lamine Yamal 54' (pen.) Pedri 55' Lamine Yamal 67' |       | 59' (pen.) Kylian Mbappé 79' Rayan Cherki 84' (e.d.) Dani Vivian 90+3' Randal Kolo Muani | MHPArena, Stuttgart Toeschouwers: 51.724 Scheidsrechter: Michael Oliver (ENG) Video-assistent: Jarred Gillett (ENG) |

|                                                                                    |           |                                       |           | |
| 8 juni UEFA Nations League Troostfinale № 925 «onderlinge duels» 15:00 uur (UTC+2) | Duitsland | 0 – 2                                 | Frankrijk | MHPArena, Stuttgart Toeschouwers: 51.313 Scheidsrechter: Ivan Kružliak (SVK) Video-assistent: Michael Fabbri (ITA) |
| 8 juni UEFA Nations League Troostfinale № 925 «onderlinge duels» 15:00 uur (UTC+2) |           | 45+1' Kylian Mbappé 84' Michael Olise |           | MHPArena, Stuttgart Toeschouwers: 51.313 Scheidsrechter: Ivan Kružliak (SVK) Video-assistent: Michael Fabbri (ITA) |

|                                                                                |          |   |           |                                                                              |
| 5 september WK-kwalificatie Groep D № 926 «onderlinge duels» 20:45 uur (UTC+2) | Oekraïne | – | Frankrijk | Stadion Miejski, Wrocław (Polen) Toeschouwers: n.n.b. Scheidsrechter: n.n.b. |
| 5 september WK-kwalificatie Groep D № 926 «onderlinge duels» 20:45 uur (UTC+2) |          |   |           | Stadion Miejski, Wrocław (Polen) Toeschouwers: n.n.b. Scheidsrechter: n.n.b. |

|                                                                                |           |   |         |                                                                      |
| 9 september WK-kwalificatie Groep D № 927 «onderlinge duels» 20:45 uur (UTC+2) | Frankrijk | – | IJsland | Parc des Princes, Parijs Toeschouwers: n.n.b. Scheidsrechter: n.n.b. |
| 9 september WK-kwalificatie Groep D № 927 «onderlinge duels» 20:45 uur (UTC+2) |           |   |         | Parc des Princes, Parijs Toeschouwers: n.n.b. Scheidsrechter: n.n.b. |

|                                                                               |           |   |              |                                                                      |
| 10 oktober WK-kwalificatie Groep D № 928 «onderlinge duels» 20:45 uur (UTC+2) | Frankrijk | – | Azerbeidzjan | Parc des Princes, Parijs Toeschouwers: n.n.b. Scheidsrechter: n.n.b. |
| 10 oktober WK-kwalificatie Groep D № 928 «onderlinge duels» 20:45 uur (UTC+2) |           |   |              | Parc des Princes, Parijs Toeschouwers: n.n.b. Scheidsrechter: n.n.b. |

|                                                                             |         |   |           |                                                                         |
| 13 oktober WK-kwalificatie Groep D № 929 «onderlinge duels» 18:45 uur (UTC) | IJsland | – | Frankrijk | Laugardalsvöllur, Reykjavik Toeschouwers: n.n.b. Scheidsrechter: n.n.b. |
| 13 oktober WK-kwalificatie Groep D № 929 «onderlinge duels» 18:45 uur (UTC) |         |   |           | Laugardalsvöllur, Reykjavik Toeschouwers: n.n.b. Scheidsrechter: n.n.b. |

|                                                                                |           |   |          |                                                                      |
| 13 november WK-kwalificatie Groep D № 930 «onderlinge duels» 20:45 uur (UTC+1) | Frankrijk | – | Oekraïne | Parc des Princes, Parijs Toeschouwers: n.n.b. Scheidsrechter: n.n.b. |
| 13 november WK-kwalificatie Groep D № 930 «onderlinge duels» 20:45 uur (UTC+1) |           |   |          | Parc des Princes, Parijs Toeschouwers: n.n.b. Scheidsrechter: n.n.b. |

|                                                                                |              |   |           |                                                                            |
| 16 november WK-kwalificatie Groep D № 931 «onderlinge duels» 21:00 uur (UTC+4) | Azerbeidzjan | – | Frankrijk | Tofikh Bakhramovstadion, Bakoe Toeschouwers: n.n.b. Scheidsrechter: n.n.b. |
| 16 november WK-kwalificatie Groep D № 931 «onderlinge duels» 21:00 uur (UTC+4) |              |   |           | Tofikh Bakhramovstadion, Bakoe Toeschouwers: n.n.b. Scheidsrechter: n.n.b. |

FFF · A-internationals · Selecties · Bondscoaches · Frans vrouwenelftal · Olympisch elftal · Frankrijk U21 · Frankrijk U20 · Frankrijk U19 · Frankrijk U18 · Frankrijk U17 · Frankrijk U16 · Vrouwen U17
1904 – 1919 ·
1920 – 1929 ·
1930 – 1939 ·
1940 – 1949 ·
1950 – 1959 ·
1960 – 1969 ·
1970 – 1979 ·
1980 – 1989 ·
1990 – 1999 ·
2000 – 2009 ·
2010 – 2019 ·
2020 – 2029
EK's: 1984 · 
1992 · 
1996 · 
2000 · 
2004 · 
2008 · 
2012 · 
2016 · 
2020 · 
2024
WK's: 1930 · 
1934 · 
1938 · 
1954 · 
1958 · 
1966 · 
1978 · 
1982 · 
1986 · 
1998 · 
2002 · 
2006 · 
2010 · 
2014 · 
2018 · 
2022
OS: 1900 · 
1908 · 
1920 · 
1924 · 
1948 · 
1952 · 
1960 · 
1968 · 
1976 · 
1984 · 
1996 · 
2020
1904 · 
1905 · 
1906 · 
1907 · 
1908 · 
1909 · 
1910 · 
1911 · 
1912 · 
1913 · 
1914 · 
1915 · 1916 · 1917 · 1918 · 
1919 · 
1920 · 
1921 · 
1922 · 
1923 · 
1924 · 
1925 · 
1926 · 
1927 · 
1928 · 
1929 · 
1930 · 
1931 · 
1932 · 
1933 · 
1934 · 
1935 · 
1936 · 
1937 · 
1938 · 
1939 · 
1940 · 1941  · 
1942 · 
1943 · 1944  · 
1945 · 
1946 · 
1947 · 
1948 · 
1949 · 
1950 · 
1951 · 
1952 · 
1953 · 
1954 · 
1955 · 
1956 · 
1957 · 
1958 · 
1959 ·
1960 · 
1961 · 
1962 · 
1963 · 
1964 · 
1965 · 
1966 · 
1967 · 
1968 · 
1969 ·
1970 · 
1971 · 
1972 · 
1973 · 
1974 · 
1975 · 
1976 · 
1977 · 
1978 · 
1979 ·
1980 · 
1981 · 
1982 · 
1983 · 
1984 · 
1985 · 
1986 · 
1987 · 
1988 · 
1989 · 
1990 · 
1991 · 
1992 · 
1993 · 
1994 · 
1995 · 
1996 · 
1997 · 
1998 · 
1999 · 
2000 · 
2001 · 
2002 · 
2003 · 
2004 · 
2005 · 
2006 · 
2007 · 
2008 · 
2009 · 
2010 · 
2011 · 
2012 · 
2013 · 
2014 · 
2015 · 
2016 · 
2017 · 
2018 ·
2019 ·
2020 ·
2021 ·
2022 ·
2023
Albanië ·
Algerije ·
Andorra ·
Argentinië ·
Armenië ·
Australië ·
Azerbeidzjan ·
België ·
Bolivia ·
Bosnië en Herzegovina ·
Brazilië ·
Bulgarije ·
Canada ·
Chili ·
China ·
Colombia ·
Costa Rica ·
Cyprus ·
Denemarken ·
Duitse Democratische Republiek ·
Duitsland ·
Ecuador ·
Egypte ·
Engeland ·
Estland ·
Faeröer ·
Finland ·
Georgië ·
Gibraltar ·
Griekenland ·
Honduras ·
Hongarije ·
Ierland ·
IJsland ·
Iran ·
Israël ·
Italië ·
Ivoorkust ·
Jamaica ·
Japan ·
Joegoslavië ·
Kameroen ·
Kazachstan ·
Koeweit ·
Kroatië ·
Letland ·
Litouwen ·
Luxemburg ·
Malta ·
Marokko ·
Mexico ·
Moldavië ·
Nederland ·
Nieuw-Zeeland ·
Nigeria ·
Noord-Ierland ·
Noorwegen ·
Oekraïne ·
Oostenrijk ·
Paraguay ·
Peru · 
Polen ·
Portugal ·
Roemenië ·
Rusland ·
Saoedi-Arabië ·
Schotland ·
Senegal ·
Servië ·
Slovenië ·
Slowakije ·
Sovjet-Unie ·
Spanje ·
Togo ·
Tsjechië ·
Tsjecho-Slowakije ·
Tunesië ·
Turkije ·
Uruguay ·
Verenigde Staten ·
Wales ·
Wit-Rusland ·
Zuid-Afrika ·
Zuid-Korea ·
Zweden ·
Zwitserland
Albanië (2016) ·
Argentinië (2018) ·
Argentinië (2022) ·
Australië (2018) · 
België (1904) · 
België (2018) · 
Brazilië (1998) · 
Brazilië (2006) · 
Denemarken (2002) · 
Denemarken (2018) ·
Duitsland (2014) · 
Duitsland (2021) · 
Ecuador (2014) · 
Engeland (1982) · 
Engeland (2012) · 
Engeland (2022) ·
Honduras (2014) · 
Hongarije (2021) · 
Italië (2000) · 
Italië (2006) · 
Italië (2008) · 
Japan (2001) · 
Kameroen (2003) · 
Koeweit (1982) · 
Kroatië (2018) · 
Marokko (2022) ·
Mexico (2010) · 
Nederland (2008) · 
Nigeria (2014) ·
Noord-Ierland (1982) · 
Oekraïne (2012) · 
Oostenrijk (1982) · 
Peru (2018) · 
Polen (1982) · 
Polen (2022) ·
Portugal (2006) · 
Portugal (2016) ·
Portugal (2021) ·
Roemenië (2008) ·
Roemenië (2016) ·
Senegal (2002) · 
Spanje (1984) ·
Spanje (2006) ·
Spanje (2012) ·
Spanje (2021) ·
Togo (2006) ·
Tsjecho-Slowakije (1982) ·
Uruguay (2002) ·
Uruguay (2010) ·
Uruguay (2018) ·
Zuid-Afrika (2010) ·
Zuid-Korea (2006) ·
Zweden (2012) ·
Zwitserland (2006) ·
Zwitserland (2014) ·
Zwitserland (2016) ·
Zwitserland (2021)
CONMEBOL: Argentinië · Bolivia · Brazilië · Chili · Colombia · Ecuador · Paraguay · Peru · Uruguay · Venezuela

UEFA: Albanië · Andorra · Armenië · Azerbeidzjan · België · Bosnië en Herzegovina · Bulgarije · Cyprus · Denemarken · Duitsland · Engeland · Estland · Faeröer · Finland · Frankrijk · Georgië · Gibraltar · Griekenland · Hongarije · IJsland · Ierland · Israël · Italië · Kazachstan · Kosovo · Kroatië · Letland · Liechtenstein · Litouwen · Luxemburg · Malta · Moldavië · Montenegro · Nederland · Noord-Ierland · Noord-Macedonië · Noorwegen · Oekraïne · Oostenrijk · Polen · Portugal · Roemenië · Rusland · San Marino · Schotland · Servië · Slovenië · Slowakije · Spanje · Tsjechië · Turkije · Wales · Wit-Rusland · Zweden · Zwitserland

AFC: Australië · China · Irak · Iran · Japan · Libanon · Oezbekistan · Oman · Qatar · Saoedi-Arabië · Syrië · Verenigde Arabische Emiraten · Vietnam · Zuid-Korea

CAF: Algerije · Burkina Faso · Congo-Kinshasa · Egypte · Ghana · Ivoorkust · Kaapverdië · Kameroen · Mali · Marokko · Nigeria · Senegal · Tunesië · Zuid-Afrika

CONCACAF: Canada · Costa Rica · Curaçao · El Salvador · Honduras · Jamaica · Mexico · Panama · Suriname · Verenigde Staten

OFC: Nieuw-Zeeland